# Chhutmalpur
Chhutmalpur là một thị trấn thống kê (census town) của quận Saharanpur thuộc bang Uttar Pradesh, Ấn Độ.

## Địa lý
Chhutmalpur có vị trí 30°02′B 77°45′Đ / 30,03°B 77,75°Đ Nó có độ cao trung bình là 279 mét (915 foot).

## Nhân khẩu
Theo điều tra dân số năm 2001 của Ấn Độ, Chhutmalpur có dân số 10.300 người. Phái nam chiếm 53% tổng số dân và phái nữ chiếm 47%. Chhutmalpur có tỷ lệ 66% biết đọc biết viết, cao hơn tỷ lệ trung bình toàn quốc là 59,5%: tỷ lệ cho phái nam là 72%, và tỷ lệ cho phái nữ là 60%. Tại Chhutmalpur, 17% dân số nhỏ hơn 6 tuổi.